# Карен Давіша
Карен Давіша (англ. Karen Dawisha; 2 грудня 1949, Колорадо-Спрінгз — 11 квітня 2018, Оксфорд, Огайо) — американська політологиня і письменниця, професорка політології в Університеті Маямі (Огайо), директорка Центру російських і пострадянських досліджень імені Вальтера Е. Хавігхерста (англ. The Havighurst Center for Russian and Post-Soviet Studies).

## Освіта
Здобула ступінь бакалавра в Університеті Ланкастера і ступінь доктора наук в Лондонській школі економіки і політичних наук.

## Кар'єра
Була радницею в Комітеті міжнародних відносин Палати громад Великої Британії, членкинею Ради з міжнародних відносин, співробітницею Державного департаменту США (1985—1987). До літа 2000 року була професором кафедри державного управління і політології Мерілендського університету і директором Центру вивчення посткомуністичних спільнот (англ. Center for the Study of Post-Communist Societies). 2014 року привернула значну увагу у зв'язку з її роботою з детального вивчення приходу до влади і злочинів Путіна.

## Книга «Клептократія Путіна»
Книга «Клептократія Путіна: Хто володіє Росією?», видана в 2014 році видавництвом Simon & Schuster була охарактеризована як «хто є хто в списку санкцій складеному Америкою і Європою». У книзі описано сходження Путіна до вершини влади під час його перебування в Санкт-Петербурзі в 1990-і роки. Давіша показує, як друзі і колеги Путіна в роки його становлення накопичили великі статки і домоглися значного впливу. Хоча Путін був обраний з обіцянками тримати під контролем олігархів, що виникли в 1990-і роки, Давіша пише, що Путін перетворив «олігархію, незалежну від держави і більш сильну, ніж держава, в корпоративну структуру, в якій олігархи підпорядковувалися державним чиновникам, які отримали і використовували економічний контроль … як для потреб держави, так і для своїх власних». В результаті 110 осіб контролюють 35 % багатств Росії, як стверджує Давіша. Тоді як дослідники традиційно розглядають Росію Путіна як невдалу спробу побудови демократії, Давіша стверджує, що «з самого початку Путін і його оточення задумували створити авторитарний режим, керований згуртованою групою … використовуючи демократію для прикриття».

### Розбіжності під час публікації
Карен Давіша мала намір видавати книгу в видавництві Кембриджського університету у Великій Британії, в якому раніше видала п'ять книг, і яке спочатку взяло книгу. Однак, отримавши 500-сторінковий рукопис, видавництво відмовилося від публікації. Редактор Джонатан Хаслам (Jonathan Haslam) послався на ризик судових позовів в електронному листі від 20 березня, пізніше опублікованому журналістом Едвардом Лукасом в журналі «Економіст». Хаслам писав, що «в зв'язку зі спірною темою книги і її основним твердженням, що влада Путіна заснована на його зв'язках з організованою злочинністю, ми не впевнені, що книгу можливо переписати так, щоб ми відчували себе комфортно». Давіша відповіла, що «одне з найвпливовіших і шанованих видавництв відмовляється від книги не у зв'язку з якістю досліджень, а тому, що тема занадто гостра». Давіша пояснила, що її обурення спрямоване не на видавництво, а на атмосферу у Великій Британії, яка призводить до «превентивного спалювання книг». Також газета Financial Times зазначила «страх перед британськими законами про наклеп, відомими своєю схильністю до позивачів». Давіша пізніше знайшла видавництво в США, де закони про наклеп не такі суворі.

### Відгуки
«Клептократія Путіна» була названа «незворушним науковим викриттям», виконаним із «вражаючою непохитністю», в якому «міць аргументів посилюється спокоєм викладу». Згідно з одними твердженнями, книга обрушує «бурхливий потік деталей», який може «втопити читачів, не знайомих з радянською та російської політикою». Згідно з іншими твердженнями, книга розцінюється як «найбільш переконливий звіт про корупцію в сучасній Росії», і детальний виклад є сильною її стороною.
Журналістка і письменниця Енн Епплбом схвалила інтенсивний "фокус на фінансовій історії сходження Путіна до влади: «сторінка за сторінкою книга відкриває неприкрашені подробиці однієї злочинної операції за другою, включаючи імена, дати і цифри», і похвалила сміливість книги: «багато з цих подробиць ніхто досі не збирав до купи — і зі зрозумілих причин».
Найбільш гострій критиці книгу піддав політолог Річард Саква, який зазначив, що, хоча книга є «видатним досьє злодіянь і політичної корупції в епічних масштабах» і «сміливим і ретельним розслідуванням основи багатства і влади в Росії», але не погодився з використанням терміна «клептократія». Він стверджував, що російське суспільство працює на підставі соціального контракту (негласної угоди між державою і народом), який відбивається в тому, що режим використовує деяку частину коштів на законні соціальні потреби. Давіша відповіла на цю заяву в декількох публічних виступах, стверджуючи, що поняття соціального контракту за часів Путіна є сумнівним. Наприклад, виступаючи в Лондоні в 2015 році, Давіша так відповіла на запитання про цю критику: «Коли президент говорить про бізнес-еліту як про курку, що висиджує яйця … що він має на увазі? … Де правові норми в Росії? … Правові норми для Росії знаходяться в Лондоні. Чому 150 мільярдів доларів покинули країну в минулому році? Тому, що вважається можливим убезпечити свої багатства в довгостроковій перспективі тільки за межами їх власної країни. Таким чином, якщо ви не можете захистити ваші права, то, я вважаю, що жодна політична теорія не може стверджувати, що існує соціальний контракт; навіть російська політична теорія».

## Інші публікації
- Росія і нові держави Євразії: Політичний переворот (англ. Russia and the New States of Eurasia: The Politics of Upheaval, Видавництво Кембріджського університету 1994 в співавторстві з Брюсом Парротом (Bruce Parrott)).
- Східна Європа, Горбачов і реформа: Велике завдання (англ. Eastern Europe, Gorbachev and Reform: The Great Challenge, Видавництво Кембріджського університету 1989, друге видання 1990).
- Кремль і Празька весна (англ. The Kremlin and the Prague Spring, Видавництво Каліфорнійського університету 1984)
- Радянський Союз на Середньому сході: Політика і перспективи (англ. The Soviet Union in the Middle East: Politics and Perspectives, Видавництво Холмс і Мейер (Holmes and Meier) для Королівського інституту міжнародних відносин 1982).
- Радянські Східно-європейські дилеми: Примус, конкуренція і згоду (англ. Soviet East-European Dilemmas: Coercion, Competition, and Consent, Видавництво Холмс і Мейер для Королівського інституту міжнародних відносин 1981)
- Радянська зовнішня політика по відношенню до Єгипту (англ. Soviet Foreign Policy Toward Egypt, Видавництво Macmillan 1979)